# Cesar (Portugal)

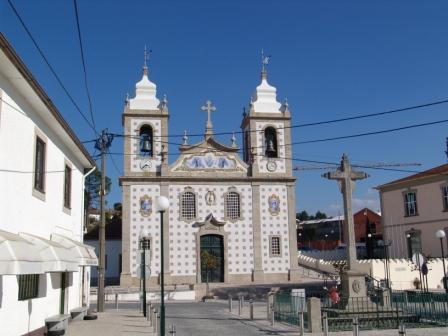
Igreja Matriz e Pelourinho datado de 1862

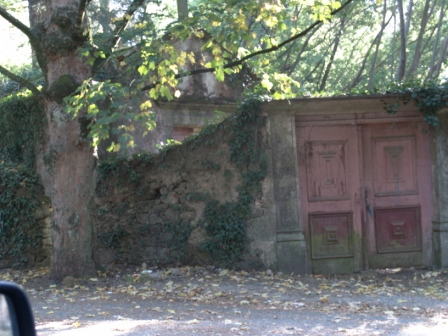
Entrada da "Quinta do Outeiro" com a capela do século XVII praticamente arruinada

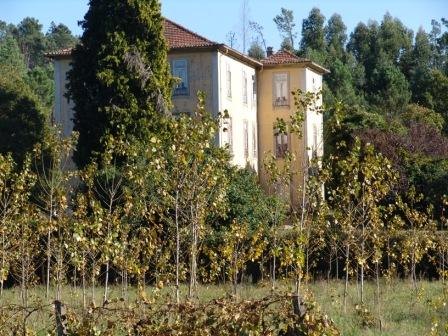
Casa de 1912 construída por César Jorge e vulgarmente chamada de "Casa do Monte"

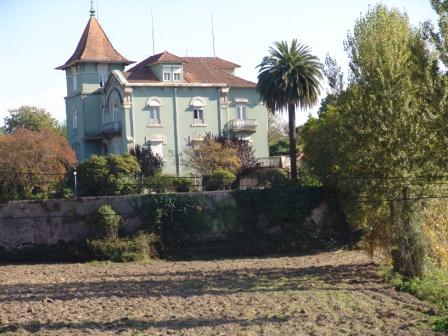
Quinta Verde - Construída por Isaura Branco. O portão (não visível) tem a forma de uma borboleta ao gosto arte nova

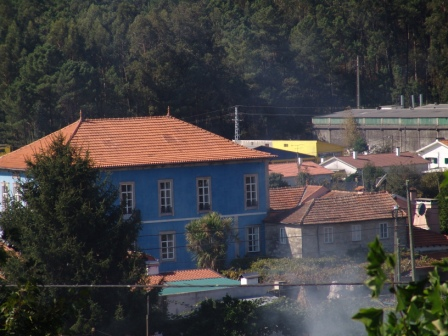
Casa datando de 1909 vulgarmente conhecida por Casa Azul

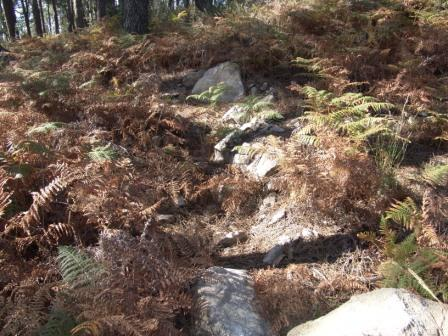
Vestígio de construção no Castro Calbo

Cesar é uma vila portuguesa sede da Freguesia de Cesar do Município de Oliveira de Azeméis, freguesia com 5,43 km² de área e 3072 habitantes (censo de 2021), tendo, por isso, uma densidade populacional de 565,7 hab./km².
A povoação de Cesar foi elevada à categoria de vila em 13 de julho de 1990.

## História
Cesar nasceu na base do monte Calbo, serra onde existiu até à Baixa Idade Média um importante castro, o Castro Calbo.
Nesta região estabeleceu-se a capital do povo Lusitano "terduli-veteres".
Com as invasões romanas, nomeadamente após o consulado de Caio Júlio César, que viria a ser ditador de Roma, e que aqui esteve como governador da "Ulterior" no século I a.C., todo o norte de Portugal foi ocupado e pacificadas as cidades dos lusitanos, incluindo o Castro Calbo, Castro de Romariz, etc.
Apesar de tudo o Castro Calbo terá mantido a sua importância pelo menos até à reconquista em 1035 por Bermudo III pois há fontes que referem a sua utilização até essa data e posterior, provavelmente em virtude do retrocesso das "Villae" que se deu com o início do processo de reconquista por Afonso I e que levou ao despovoamento das estruturas sociais estabelecidas, à desorganização social e o retorno aos "castros" como forma da população se proteger das pilhagens que estiveram associadas ao período deste Rei e dos seguintes até à pacificação ulterior do território.
Em Cesar, a ocupação romana terá sido feita na planície que hoje é realmente habitada, visto o castro estar totalmente soterrado, senão mesmo destruído.
Os topónimos actuais – Vilarinho e Cimo de Vila – provavelmente indicam as possíveis localizações das primeiras vilas romanas e onde se terão estabelecido, pois estes topónimos estão quase sempre relacionados com a ocupação romana.
Aliás, o lugar de Cimo de Vila foi o centro de Cesar até que, com a destruição da igreja original, uma das mais antigas da região e que estava em Cimo de Vila no campo de Carregais (hoje Casa Azul), e com a construção das duas sucessivas igrejas, primeiro abadia e depois a actual igreja, se iniciou a descentralização do foco populacional.

## Demografia
A população registada nos censos foi:
| Distribuição da População por Grupos Etários | Distribuição da População por Grupos Etários | Distribuição da População por Grupos Etários | Distribuição da População por Grupos Etários | Distribuição da População por Grupos Etários |
| -------------------------------------------- | -------------------------------------------- | -------------------------------------------- | -------------------------------------------- | -------------------------------------------- |
| Ano                                          | 0-14 Anos                                    | 15-24 Anos                                   | 25-64 Anos                                   | > 65 Anos                                    |
| 2001                                         | 588                                          | 521                                          | 1794                                         | 385                                          |
| 2011                                         | 487                                          | 339                                          | 1843                                         | 497                                          |
| 2021                                         | 382                                          | 342                                          | 1716                                         | 632                                          |

## Economia
Atualmente, Cesar é um importante centro industrial, predominando a indústria da louça de alumínio e aço inoxidável, dos moldes e calçado. Estão sediadas na vila de Cesar as empresas:
- Combinação Equilibrada (PUBLICIDADE), Afer, Eumel, Silampos , Sonecol, S.A.,Ibotec, Fersil, Irmãos Azevedo, Celar, MYX Design www.myxdesign.com, Dias Verdes (Green Days)  entre outras.
Em Cesar encontra-se uma das mais puras e ricas jazidas de caulino, havendo também zonas ricas em quartzo de grande pureza.

## Festas e feiras
- A vila de Cesar é visitada por dezenas de milhares de pessoas na altura das Festas Grandes, na primeira semana de Julho, em honra de São Pedro, do Mártir São Sebastião e de Nossa Senhora da Graça. Nesta ocasião, organiza-se uma procissão religiosa, acompanhada por diversas bandas de música assim como uma festa profana com diversas diversões.
- Todos os meses (dia 18) realiza-se uma das mais importantes feiras da região, tendo já tradição secular.
- No início do ano, realiza-se no centro da vila a Prova de Atletismo de Cesar, organizada pela Villa Cesari e com apoio técnico da Lap2Go.

## Coletividades e associações
- Futebol Clube Cesarense – equipa oficial de Futebol de 11 desta freguesia.

## Património
- Igreja Paroquial de Cesar, Capela de Senhora da Graça, Capela de Vilarinho e capela do século XVII na célebre Casa do Outeiro
- Quinta do Outeiro – quinta milenar onde nasceram dois mártires de Portugal, Pedro Lopes Godinho (batalha de Alcácer Quibir) e Frei Simão de Vasconcelos (guerras liberais)
- Herdade do Sr. Amorim
- Casa Azul
- Casa de Justino Francisco Portal
- Casa do Monte – retrato cristalino do princípio do século XX, com ricas ornamentações pictóricas do conhecido e cotado pintor Joaquim Francisco Lopes. Esta foi a primeira casa da freguesia a ter iluminação eléctrica autónoma.
- Castro Calbo – castro medieval e pré-romano sito no monte Pinheiro onde se encontram ainda hoje diversos vestígios do antigo castro (ainda por explorar) e onde no passado foram encontrados valiosos artefactos.
- Núcleo urbano do Largo da Igreja
- Núcleos rurais de Vilarinho e dos Arcos
- Três moinhos no vale da pedra má
- Vestígios tumulares ainda evidentes no lugar de Mato de Arca; Castelo e Serra do Pinheiro.